# Ре мажор
Ре мажор (D Major, D-dur) — мажорна тональність, тонікою якої є нота ре. Гама ре-мажор містить звуки: 
 ре — мі — фа♯ - соль — ля — сі — до♯
D - E - F♯ - G - A - B - C♯.
Паралельна тональність сі мінор, однойменний мінор — ре мінор. Ре мажор має два дієзи біля ключа (фа- і до-дієз).

## Найвідоміші твори, написані в цій тональності
- Й. С. Бах — прелюдія і фуга з 1-го та 2-го зошитів ДТК
- В. А. Моцарт — Симфонія № 38 «Празька»
- Л. Бетховен — Симфонія № 2, 
Концерт для фортепіано з оркестром № 2, 
Missa Solemnis, 
Соната для фортепіано № 15
- Й. Брамс — Симфонія № 2, Концерт для скрипки з оркестром
- П. І. Чайковський — Концерт для скрипки з оркестром, 
 симфонія № 3
- Микола Леонтович - "Дударик"[2], Літургія Івана Златоустого"[3].
- Сергій Прокоф'єв — Симфонія № 1 «Класична»
- Mamma mia